# گالامیو لئون گارسیا
 گالامیو لئون گارسیا (انگلیسی: Gala León García؛ زاده ۲۳ دسامبر ۱۹۷۳) یک تنیس‌باز اهل اسپانیا است.